# Notalina delicatula
Notalina delicatula là một loài Trichoptera trong họ Leptoceridae. Chúng phân bố ở miền Australasia.